# Liebenfels
Liebenfels är en ort och kommun  i Österrike. Den ligger i distriktet Sankt Veit an der Glan i förbundslandet Kärnten, i den södra delen av landet, 230 km sydväst om huvudstaden Wien. 
Kommunen består av 48 orter (Ortschaften) (inom parentes invånarantal 1 januari 2024):

- Beißendorf (4)
- Bärndorf (3)
- Eggen I (23)
- Eggen II (4)
- Freundsam (37)
- Gasmai (1)
- Glantschach (334)
- Graben (3)
- Gradenegg (107)
- Grassendorf (20)
- Grund (3)
- Gößeberg (9)
- Hardegg (7)
- Hart (28)
- Hoch-Liebenfels (48)
- Hohenstein (51)
- Kraindorf (17)
- Kulm (2)
- Ladein (15)
- Lebmach (78)
- Liebenfels (815)
- Liemberg (60)
- Lorberhof (78)
- Mailsberg (3)
- Metschach (7)
- Miedling (62)
- Moos (7)
- Pflausach (58)
- Pflugern (30)
- Pulst (451)
- Puppitsch (11)
- Radelsdorf (111)
- Rasting (8)
- Reidenau (45)
- Rohnsdorf (70)
- Rosenbichl (26)
- St. Leonhard (35)
- Sörg (85)
- Sörgerberg (49)
- Tschadam (17)
- Waggendorf (211)
- Wasai (38)
- Weitensfeld (80)
- Woitsch (14)
- Zmuln (21)
- Zojach (37)
- Zwattendorf (0)
- Zweikirchen (188)